# Kruikmos-klasse
De kruikmos-klasse (Splachnetea) is een klasse van syntaxa die efemere, pionierende microgemeenschappen omvat die door coprofiele en kadaverbewonende mossen wordt gedomineerd.

## Naamgeving en codering
| Funarietea hygrometricae Von Hübschmann 1957 |

- Syntaxoncode voor Nederland (rVvN): r62

De wetenschappelijke naam Splachnetea is afgeleid van de botanische naam van kruikmos (Splachnum ampullaceum). Doordat echter het hele geslacht Splachnum diagnostisch voor de klasse is, vinden veel vegetatiekundigen een toevoeging van het afgeleide epitheton overbodig.

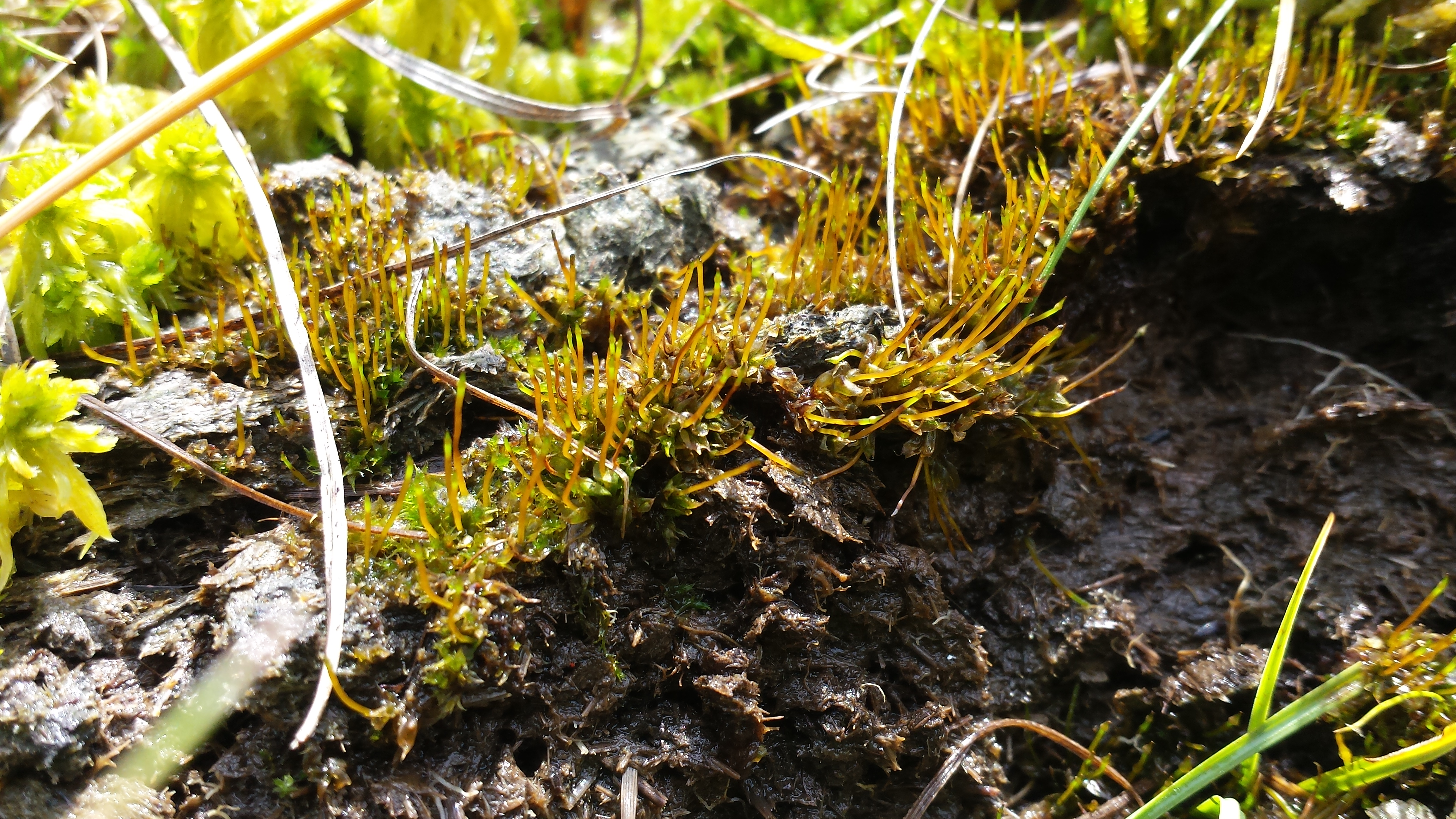
Kruikmos-associatie

## Fysiognomie
Fysiognomisch wordt de kruikmos-klasse gekarakteriseerd door de dominantie van topkapselmossen uit de strontmosfamilie. Het vegetatieaspect is weinig opvallend wanneer de mossen in vegetatief stadium verkeren. Wanneer de kapseling plaatsvindt, kunnen deze gemeenschappen plots zeer opvallend zijn, waarbij vooral de kapselstelen felle kleuren aannemen van neongroen, geel, rood tot oranje. De vegetatie treedt uitsluitend uitgesproken puntvormig in het landschap op.

## Ecologie
De kruikmos-klasse is ecologisch gezien een zeer bijzondere en complexe vegetatieklasse. Het zijn microgemeenschappen die efemere pioniervegetatie vormen op hypertrofe tot eutrofe microstandplaatsen in daarentegen oligotrofe tot meso-oligotrofe milieus. Bij dergelijke microstandplaatsen gaat het in dit geval om bijzondere substraten zoals ontlasting, braakballen, kadavers of losse botten van gewervelden.

## Vegetatiezonering
In de vegetatiezonering worden de syntaxa van de kruikmos-klasse in contact aangetroffen met verscheidene oligotrafente vegetatietypen, waarbinnen zij als microgemeenschap optreden. Het gaat vooral om de klasse van hoogveenbulten en natte heiden, de klasse van droge heiden, de klasse van hoogveenslenken en de klasse van berkenbroekbossen.

## Onderliggende syntaxa in Nederland

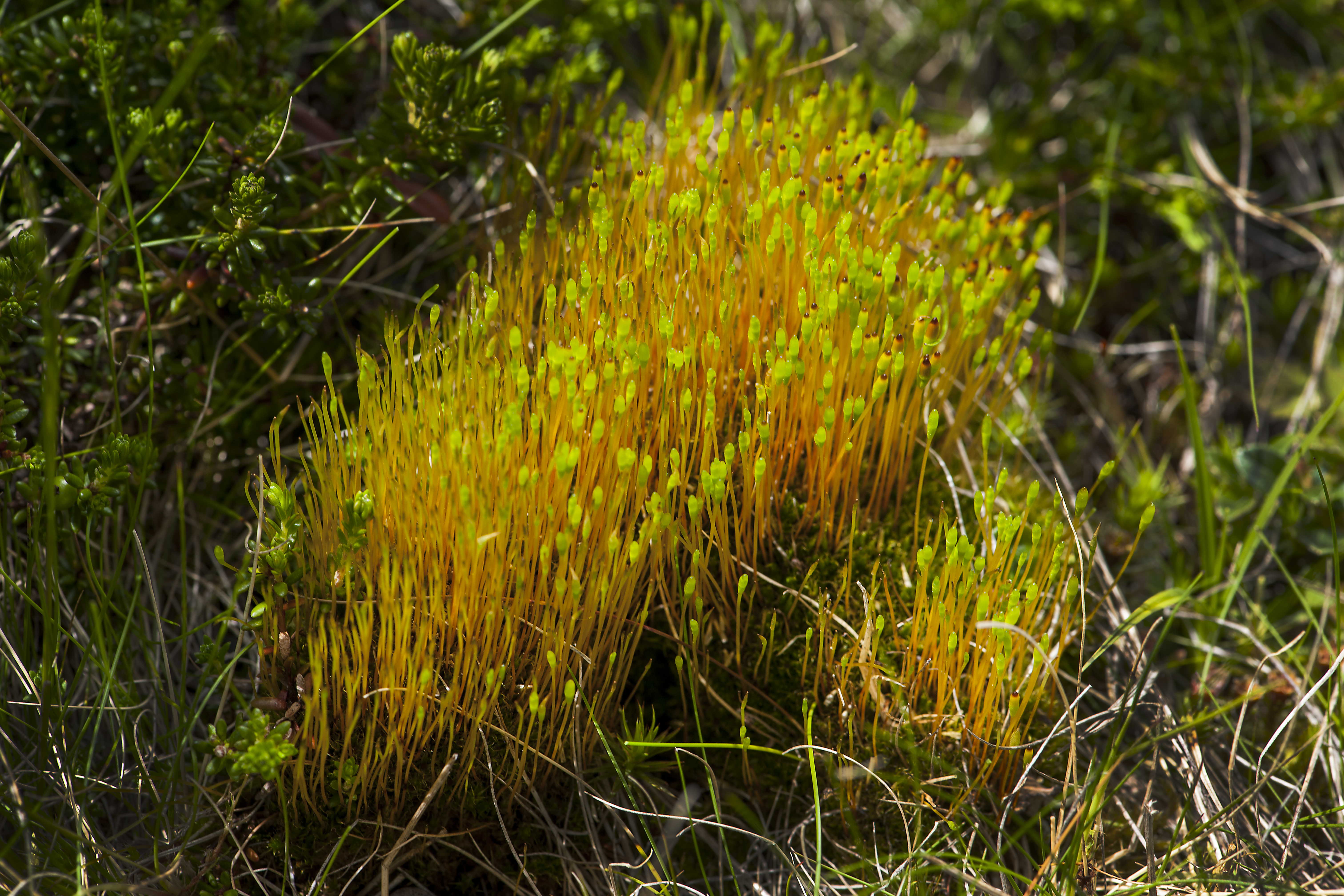
Close-up van de braakbalmos-associatie in kapseling.

De kruikmos-klasse wordt in Nederland vertegenwoordigd door één orde met één onderliggend verbond. In totaal telt de klasse alhier twee associaties.
- - kruikmos-orde (Splachnetalia)
    - kruikmos-verbond (Splachnion)
      - kruikmos-associatie (Splachnetum)
      - braakbalmos-associatie (Tetraplodontetum)